# Miguel Ángel Ruiz
Miguel Ángel Ruiz (ur. 1 października 1934 w La Bandzie) – argentyński piłkarz, grający podczas kariery na pozycji pomocnika.

## Kariera klubowa
Miguel Ángel Ruiz piłkarską karierę rozpoczął w San Lorenzo de Almagro w 1957. Z San Lorenzo zdobył mistrzostwo Argentyny w 1959. W 1962 był zawodnikiem Estudiantes La Plata. W lidze argentyńskiej rozegrał 109 spotkań, w których zdobył 41 bramek.

## Kariera reprezentacyjna
W reprezentacji Argentyny Ruiz występował w 1959. W reprezentacji zadebiutował 18 listopada 1959 w przegranym 2-4 towarzyskim meczu z Chile, w którym zdobył bramkę. Pod koniec 1959 uczestniczył w dodatkowej edycji Mistrzostwach Ameryki Południowej, na których Argentyna zajęła drugie miejsce. Na turnieju w Ekwadorze wystąpił we wszystkich czterech meczach z Paragwajem, Ekwadorem, Urugwajem i Brazylią, który był jego ostatnim meczem w reprezentacji. Ogółem w reprezentacji wystąpił w 5 meczach, w których zdobył bramkę.
| Mecze i gole w reprezentacji | Mecze i gole w reprezentacji | Mecze i gole w reprezentacji | Mecze i gole w reprezentacji | Mecze i gole w reprezentacji | Mecze i gole w reprezentacji | Mecze i gole w reprezentacji |
| #                            | Data                         | Miasto                       | Przeciwnik                   | Gol                          | Wynik                        | Rozgrywki                    |
| ---------------------------- | ---------------------------- | ---------------------------- | ---------------------------- | ---------------------------- | ---------------------------- | ---------------------------- |
| 1.                           | 18.11.1959                   | Santiago                     | Chile                        | Gol                          | 2:4                          | towarzyski                   |
| 2.                           | 09.12.1959                   | Guayaquil                    | Paragwaj                     |                              | 4:2                          | Copa América                 |
| 3.                           | 12.12.1959                   | Guayaquil                    | Ekwador                      |                              | 1:1                          | Copa América                 |
| 4.                           | 16.12.1959                   | Guayaquil                    | Urugwaj                      |                              | 0:5                          | Copa América                 |
| 5.                           | 22.12.1959                   | Guayaquil                    | Brazylia                     |                              | 4:1                          | Copa América                 |